# Saksoński bocian

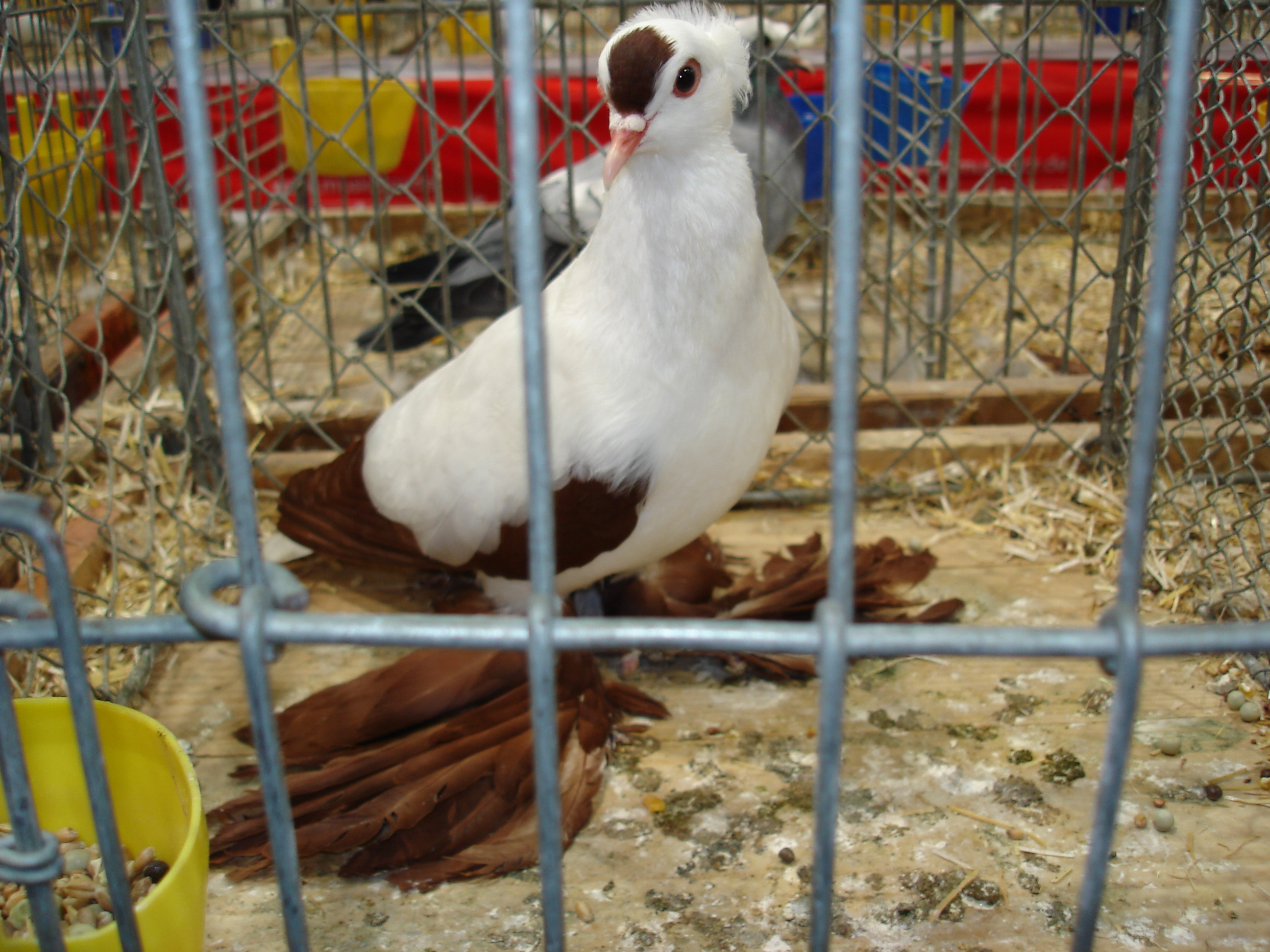
Saksoński bocian

Saksoński bocian – rasa gołębia domowego.

## Pochodzenie
Saksoński bocian należy do grupy V, został wyhodowany w Saksonii w Niemczech. Należy do rasy, która pod względem budowy jest bardzo stabilna i typowa dla saksońskich gołębi barwnych. Problem sprawia oryginalny rysunek. Saksońskie bociany znane były już w XVIII wieku, jednakże nie pod obecną nazwą. Nazywano je Schwingentauben (gołębie końcate), Spießtauben (gołębie z włócznią) lub Schwerttauben (gołębie z mieczem). Obecna nazwa przyjęła się stosunkowo późno i nawiązuje do rysunku europejskiego bociana, gnieżdżącego się na stodołach i wysokich słupach.

## Budowa
Saksoński bocian posiada typową budowę, właściwą dla całej grupy saksońskich gołębi barwnych. To dość silny, stojący na niskich nogach gołąb, o krótkiej i szerokiej szyi, dobrze zaokrąglonej i wypełnionej piersi. Plecy saksońskich bocianów są szerokie i lekko opadające, skrzydła zaś zwarte. Znane są bociany gładkogłowe i z koronką, zakończoną dobrze wykształconymi rozetami. Jak u wszystkich gołębi saksońskich, bociany mają wyraźnie zaokrągloną głowę. Dziób jest u nich średniej długości, oczy zaś są ciemne, brwi od cielistego do czerwonego koloru. Dziób u bocianów żółtych i czerwonych jest jasny, u czarnych i niebieskich wymagana jest ciemna górna część dzioba. Łapcie saksońskich bocianów są bogate w pióra i powinny tworzyć dwa półokręgi.

## Rysunek i kolory
Biel jest kolorem podstawowym saksońskiego bociana. Najbardziej charakterystyczny jest rysunek na skrzydłach. Lotki pierwszego rzędu, oraz od trzech do pięciu lotek drugiego rzędu, cztery pióra kciuka oraz pióra pomiędzy trzema do pięciu lotkami drugiego rzędu a piórami kciuka są kolorowe. Przy swobodnie spoczywających skrzydłach na korpusie, przypominają skrzydła bociana z pól i podmokłych łąk. Ale saksońskie bociany nie tylko mają czarne pióra, jak bociany, lecz mogą mieć także czerwone, żółte, niebieskie oraz niebieskopłowe. Ponadto kolorowe są łapcie i czółko. Czółko – jak u wszystkich gołębi z czółkiem – powinno być wąsko osadzone, ku górze szersze (w kształcie gruszki), lub owalnej plamki, najwyżej sięgające środka oczu, a bokami nie dochodzące do brwi. Pióra na udach obowiązkowo muszą być białe. Wszystkie kolory powinny być czyste oraz intensywne.
Współcześnie wzorzec saksońskiego bociana nie jest tak rygorystyczny jak dawniejszy, już nieaktualny, według którego tylko cztery lotki drugiego rzędu mogły być kolorowe. Dotyczy to także turyńskiego bociana, krewniaka saksońskiego.
Jeśli w skrzydle jest więcej niż piętnaście lotek kolorowych, wówczas dolna część skrzydła jest zbyt kolorowa, jeśli zaś jest mniej niż trzynaście lotek kolorowych, głównie – jeśli białe jest tzw. skrzydełko – wówczas na skrzydle poniżej ramienia nie powstaje charakterystyczny trójkąt barwny (róża). Uwaga ta daje wyobrażenie o skali trudności uzyskania właściwego rysunku saksońskich bocianów.